# Súlymos-főcsatorna
A Súlymos-főcsatorna egy csatornázott ér Borsod-Abaúj-Zemplén vármegyében. A Borsodi-mezőség területén ered és a kistáj déli határát képezve Tiszabábolnánál a Tiszába ömlik.

## Leírása és vízrajza
A főcsatorna hossza 23,3 km. Vízgyűjtője 105,1 km2. Átlagos vízhozama 0,168 m3/s.
Teljes egészében a Borsodi-mezőség területén található.

## Partmenti települések
• Tiszabábolna